# Robert Sutton
Sir Robert Sutton (1671 – 1746. augusztus 13.) angol diplomata, politikus, 1722-1741 között az angol parlament alsóházának tagja.

## Élete
Robert Sutton és Katherine Sherborne fia. Az oxfordi Trinity Collegeban tanult. Diakónussá szentelték és 1694-ben unokatestvére, Robert Sutton, Lexinton 2. bárójának, akkor bécsi angol követnek a káplánja, majd titkár lett. 1700-tól törökországi angol követ lett, s 1702-ben érkezett Drinápolyba.
II. Rákóczi Ferenc szabadságharca idején is fontos információforrás volt Konstantinápolyban, részben Thökölyék szervezkedéseiről.
1718-ban részt vett a pozsareváci béke  tárgyalásain.
Az angol lótenyésztésben is fontos szerepet játszott, mivel egy arab telivért szállított Angliába.
Felesége Judith Tichborne volt, gyermekeik Robert és Richard.

## Emléke
- Jean-Baptiste Vanmour: Procession of the English Ambassador Sir Robert Sutton, Constantinople (olajfestmény)
- Jean-Baptiste Vanmour 1737: Arrival of the English Ambassador Sir Robert Sutton, Constantinople (olajfestmény)